# برج آرکو (لس‌آنجلس)
برج آرکو (در حال حاضر با نام ۱۰۵۵ هفتم غربی شناخته می‌شود) یک ساختمان اداری مرتفع است که در خیابان ۱۰۵۵ هفتم غربی در لس‌آنجلس، کالیفرنیا واقع شده‌است. 
این ساختمان ۳۳ طبقه و با ارتفاع ۱۴۱ متر (۴۶۳ فوت)، سی و دومین ساختمان بلند در لس آنجلس و دومین ساختمان بلند در وست لیک (به انگلیسی: Westlake) می‌باشد. موقعیت برجسته‌ای در خط افق محلی دارد، زیرا در سراسر آزادراه 110 (Harbor) از اکثر آسمان‌خراش‌های مرکز شهر لس آنجلس قرار دارد و تنها ساختمان مجاور بلندتر از آن 1100 Wilshire (به انگلیسی: en:Westlake, Los Angeles, California1100 Wilshire) است. این ساختمان ۲۰۵۰۵۴ متر مربع مساحت دارد و توسط همکاران جین وانگ (به انگلیسی: en:Westlake, Los Angeles, CaliforniaGin Wong Associates) طراحی شده‌است. ساخت این ساختمان در سال ۱۹۸۸ آغاز شد و در سال ۱۹۸۹ به پایان رسید. این ساختمان یکی از سه برج آرکو بود که در بلوک‌هایی مجزا از یکدیگر در لس آنجلس ساخته شدند. در سال ۱۹۹۸ به دلیل جابجایی آرکو نام خود را به ۱۰۵۵ هفتم غربی (به انگلیسی: 1055 West Seventh) تغییر داد.